# Pelargonium oppositifolium
Pelargonium oppositifolium är en näveväxtart som beskrevs av Rudolf Schlechter. Pelargonium oppositifolium ingår i släktet pelargoner, och familjen näveväxter. Inga underarter finns listade i Catalogue of Life.